# Claire Stansfield
Claire Stansfield (* 27. August 1964 in London) ist eine kanadisch-britische Schauspielerin, Designerin und ein ehemaliges Model.

## Leben
Stansfield wurde als Kind eines Engländers und einer Deutschen in London geboren und wuchs in Toronto, Kanada, auf. Während ihrer Kindheit verbrachte sie einige Zeit bei ihrer Großmutter in Refrath bei Köln. In ihrer Jugend begann die hochgewachsene Stansfield als Model für Fotoaufnahmen und Modeschauen zu arbeiten. Anfang der 1980er Jahre kehrte sie nach London zurück und absolvierte eine Ausbildung an der Central School of Speech and Drama. Der Boulevardpresse wurde Stansfield erstmals als Lebensgefährtin des Popstars Simon Le Bon (Duran Duran) bekannt. Nach der Trennung von Le Bon Mitte der 1980er Jahre zog Stansfield nach Los Angeles.
1986 trat sie in einer Episode der Krimi-Serie Reporter des Verbrechens auf, es folgten weitere Auftritte in populären Produktionen wie Twin Peaks (1990), Akte X (1993) oder Frasier (1994/2001). 1991 war sie im Musikvideo zu Don’t Cry von Guns N’ Roses zu sehen. Ende der 1990er Jahre war sie im Kino oft in starken Frauenrollen und actionbetonten Genrewerken zu sehen, so spielte sie die weibliche Hauptrolle 1997 in Darkdrive und 1998, neben Dolph Lundgren, in The Sweeper – Land Mines. Neben ihrer Schauspielerei trat Stansfield auch als Regisseurin (The Lovely Leave, 1999) in Erscheinung.
Ihre wohl bekannteste Rolle ist die der bösen Schamanin Alti in der Fantasy-Serie Xena – Die Kriegerprinzessin. Die Rolle als eine von Xenas ewigen Gegenspielerinnen verkörperte sie von 1998 bis 2001. Aufgrund ihrer Rolle genießt sie einen Kult-Status innerhalb der Fangemeinschaft und trat als Gaststar bei verschiedenen Conventions auf.
Heute ist Stansfield vor allem als Designerin (Interieur und Mode) erfolgreich, u. a. gründete sie 2002 zusammen mit Cheyann Benedict das Modelabel C&C California welches sie 2005 an Liz Claiborne verkaufte. Stansfield lebt mit ihrem Ehemann und zwei Söhnen in den Hollywood Hills.

## Filmografie (Auswahl)

### Filme
- 1987: Oklahoma Smugglers
- 1991: The Doors
- 1992: The Swordsman – Das magische Schwert (The Swordsman)
- 1993: Best of the Best 2 – Der Unbesiegbare (Best of the Best II)
- 1992: Nicht ohne meinen Koffer (Nervous Ticks)
- 1994: The Favor – Hilfe, meine Frau ist verliebt! (The Favor)
- 1994: Burning Sensation (Sensation)
- 1994: Drop Zone
- 1995: Gladiator Cop
- 1995: Mindripper (The Outpost) (Alternativ: Mind Ripper, The Hills Have Eyes Part III)
- 1995: Red Shoe Diaries 5: Weekend Pass
- 1997: Darkdrive – Verschollen in der Matrix (Darkdrive)
- 1997: Steel - Der stählerne Held (Steel)
- 1998: The Sweeper – Land Mines (Sweepers)

### Serien
- 1986: Reporter des Verbrechens (Hot Shots, eine Folge)
- 1990: Das Geheimnis von Twin Peaks (Twin Peaks, zwei Folgen)
- 1991: Flash – Der Rote Blitz (The Flash, eine Folge)
- 1992: Keine wie die andere (Sibs, eine Folge)
- 1992: Foxy Fantasies  (Red Shoe Diaries, eine Folge)
- 1993: Akte X – Die unheimlichen Fälle des FBI (The X Files, eine Folge)
- 1993: Raven (eine Folge)
- 1995: Ned & Stacey (eine Folge)
- 1996: Cybill (eine Folge)
- 1998: Ein Zwilling kommt selten allein (Two of a Kind, eine Folge)
- 1998–2001 Xena – Die Kriegerprinzessin (Xena: Warrior Princess, sechs Folgen)
- 1994/2001 Frasier (zwei Folgen)